# Andersonia leptura
Andersonia leptura es una especie de pez de la familia Amphiliidae en el orden de los Siluriformes, la única del género monotípico Andersonia.

## Morfología
Son peces de gran tamaño, con una longitud máxima descrita para los machos de 50 cm. En la aleta dorsal presentan una característica espina anterior y de 5 a 7 radios blandos.

## Distribución y hábitat
Es una especie común en ríos del oeste de África, presente en las cuencas fluviales del río Níger y la cabecera del Nilo, así como en los ríos tributarios del lago Chad y el río Omo. Es un pez de agua dulce y de clima tropical, de hábitat tipo demersal.